# T-DOSE
T-DOSE (de l'anglès Technical Dutch Open Source Event) és un esdeveniment realitzat als Països Baixos que reuneix anualment la comunitat de programari lliure des del 2 de desembre de 2006.